# Epectasis panamensis
Epectasis panamensis är en skalbaggsart som beskrevs av Stephan von Breuning 1974. Epectasis panamensis ingår i släktet Epectasis och familjen långhorningar.
Artens utbredningsområde är Panama. Inga underarter finns listade i Catalogue of Life.